# Hutchins
Hutchins é uma cidade localizada no estado norte-americano do Texas, no Condado de Dallas.

## Demografia
Segundo o censo norte-americano de 2000, a sua população era de 2805 habitantes.
Em 2006, foi estimada uma população de 3009, um aumento de 204 (7.3%).

## Geografia
De acordo com o United States Census Bureau tem uma área de 22,3 km², dos quais 22,0 km² cobertos por terra e 0,3 km² cobertos por água. Hutchins localiza-se a aproximadamente 140 m acima do nível do mar.

## Localidades na vizinhança
O diagrama seguinte representa as localidades num raio de 16 km ao redor de Hutchins.